# Торе Бјанка (Таранто)
Торе Бјанка (итал. Torre Bianca) је насеље у Италији у округу Таранто, региону Апулија.
Према процени из 2011. у насељу је живело 351 становника. Насеље се налази на надморској висини од 90 м.